# 5-й армійський корпус (Велика Британія)
5-й армійський корпус (Велика Британія) (англ. V Corps (United Kingdom) — оперативне об'єднання, армійський корпус Британської армії за часів Першої та Другої світових воєн, що діяв на Європейському театрі Першої світової війни та на Середземноморському театрі воєнних дій, у Північній Африці та в Італії за часів Другої світової.

## Командування
Перша світова війна
- лейтенант-генерал сер Герберт Пламер (лютий — травень 1915);
- лейтенант-генерал сер Едмунд Алленбі (травень — жовтень 1915);
- лейтенант-генерал сер Г'ю Феншоу (жовтень 1915 — липень 1916);
- лейтенант-генерал сер Едвард Феншоу (липень 1916 — квітень 1918);
- лейтенант-генерал сер Кемерон Шют (квітень 1918 — 1919);

Друга світова війна
- лейтенант-генерал сер Клод Окінлек (1 червня — 10 липня 1940);
- лейтенант-генерал сер Бернард Монтгомері (22 липня 1940 — 1 квітня 1941);
- лейтенант-генерал сер Едмонд Шрайбер (1 квітня 1941 — 8 березня 1942);
- лейтенант-генерал сер Чарльз Олфрі (8 березня 1942 — 8 серпня 1944);
- лейтенант-генерал сер Чарльз Кайтлі (1944 — 1945).